# 新生路 (高雄市)
新生路為高雄市前鎮區之重要道路，一端為亞太路，另一端為擴建路。2011年4月1日進行國道一號延伸至高雄港增設高架聯外道路工程。2015年3月31日啟用漁港路高架橋與新生高架道路北段。2018年11月9日，新生高架道路全線通車。

## 行經行政區域
- 小港區
- 前鎮區

## 沿線設施
（由北至南）
- 前鎮科技產業園區
- 前鎮輪渡站
- 前鎮國小 （页面存档备份，存于）
- 臨海工業區前鎮園區
- 高雄端（國道一號）
- 臨廣科技產業園區
- 前鎮漁港
- 佛公國小
- 高雄港第三貨櫃中心

## 高雄港聯外高架道路（新生高架道路）
高雄港聯外高架道路，又稱新生高架道路，建於新生路上，長3.4公里，採國道三級路規規格興建，道路里程由西北向東南標示。始於高雄港58號碼頭管制站，終於第三、五貨櫃中心管制站，可銜接國道1號高雄端與過港隧道。
| 高雄港聯外高架道路（新生高架道路）路線設施里程一覽表 |      |                  |                               |                                                 |         |                                                     |                                              |
| 標誌                                                 | 里程 | 名稱             | 順樁預告                      | 逆樁預告                                        | 形式    | 通車日                                              | 銜接道路 →聯絡地區                           |
|                                                      | 0    | 第一貨櫃中心     | 高架道路起點                  | 商港管制區 中島商港區 第一貨櫃中心 高架道路終點 | 直接式  | 2015年3月31日                                       | 高雄港58號碼頭管制站 →高雄港第一貨櫃中心     |
| 1                                                    | 1.2  | 第二貨櫃中心     | （僅北出南入）                | 前鎮自貿區 第二貨櫃中心                         | 匝道    | 2015年3月31日                                       | 鎮港路 →高雄港第二貨櫃中心                   |
|                                                      | 1.9  | 高雄端           | 高速公路 北 高速公路養護起點  | 高速公路 北 高速公路養護起點                    | 喇叭型A | 2015年3月31日（南出北入） 2018年11月9日（北出南入） | 中山高速公路                                 |
| 2                                                    | 2.5  | 過港隧道         | 旗津 第四貨櫃中心             | （僅南出北入）                                  | 匝道    | 2018年11月9日                                       | 中興路⇒過港隧道 →高雄港第四貨櫃中心、旗津區  |
|                                                      | 3.4  | 第三、五貨櫃中心 | 第三、五貨櫃中心 高架道路終點 | 高架道路起點                                    | 直接式  | 2018年11月9日                                       | 第三五貨櫃中心管制站 →高雄港第三、五貨櫃中心 |

## 公車資訊
- 港都客運
  - 214 小港站－歷史博物館(高雄國際會議中心)
  - 紅9 旗津幹線 前鎮站－旗津輪渡站

## 相關連結
- 高雄市主要道路列表